# Antoine Busnois
Antoine Busnois (født ca. 1430, død 6. november 1492) var en fransk komponist med tæt tilknytning til det burgundiske hof. Han er mest kendt for sin kirkelige musik.